# Una buena temporada
Una buena temporada es el primer libro de carácter misceláneo del escritor español Javier Cercas, publicado en abril de 1998 por la colección La Gaveta de la Editora Regional de Extremadura.
Corresponde a una recopilación de artículos del autor escritos entre 1989 y 1998, fundamentalmente para el Diari de Barcelona y la revista Quimera, si bien también posee uno publicado para el desaparecido periódico El Observador, así como la adaptación de un texto leído en una conferencia.

## Historia editorial
El libro comenzó a gestarse luego de que Fernando Tomás Pérez, director de la Editora Regional de Extremadura, invitara a Javier Cercas a escribir una obra miscelánea para su editorial.
Las publicaciones de 1989 que figuran en el libro fueron las primeras que escribió el autor para un periódico, en este caso el Diari de Barcelona, para el cual, por invitación de Joan Ferraté, comenzó a escribir en el verano de ese año, apenas llegado de los Estados Unidos, donde el escritor trabajó durante dos años en la Universidad de Illinois. En el Diari de Barcelona, de izquierdas, escrito en catalán y dirigido por Jaume Boix i Angelats, escribió para una sección llamada «De l'any vuit», que duró algo más de un año y donde compartió con Jordi Cornudella, Salvador Oliva y Ferran Toutain, siendo tutelados por Xavier Pericay, a cargo del suplemento cultural.
Poco después el escritor también comenzó a colaborar en el periódico El Observador, más o menos de derechas y en castellano, pero el diario desapareció poco después de empezar a escribir en él, rescatando para el libro uno de sus artículos allí publicados.
Los artículos restantes incluidos en el libro son posteriores, entre 1997 y 1998, correspondiendo a una lectura de conferencia, así como a artículos para la revista literaria Quimera, en una sección bautizada por Jordi Gracia como «Sala de máquinas» y creada por iniciativa de Fernando Valls.
Los textos de todos los artículos del libro están igual que los originales, salvo ligeros cambios o correcciones, con la excepción del epílogo, que está sólo basado en su versión original.

## Estructura
El libro inicia con un prólogo firmado en diciembre de 1997 en Barcelona, donde el autor comenta la naturaleza lúdica, literaria e ineludiblemente autobiográfica de los artículos que conforman «este librito», así como del origen de éstos; también advierte que algunos juicios presentes en el libro ya han cambiado; aclara que algunos artículos refieren a lecturas antiguas y decisivas en su formación de escritor —Borges, Bioy Casares— mientras otras son lecturas más recientes —Irving, Auster—, y comenta que hay muchas otras lecturas ausentes, como Flaubert, Kafka, Waugh, Hemingway, Cortázar o Calvino.
A este prólogo le sucede una sección de cuatro artículos, una sección con un único texto perteneciente a la lectura de una conferencia, otra sección con cinco artículos, y un texto final a modo de epílogo. El libro acaba con una nota final del autor acerca de la procedencia de los distintos textos que conforman la obra.

## Contenido
| Título | Argumento | Procedencia        |
| Variedades | Variedades | Variedades         |
| --- | --- | ------------------ |
| «De novelas y antinovelas» | Sobre las antinovelas, que en los años 1970 causaron furor, desplazando contestatariamente a las novelas tradicionales, pero que luego se convirtieron en un nuevo canon, que para romperlo obligó a regresar a las novelas de planteamiento, nudo y desenlace. | [ procedencia 1 ]  |
| «Cómo acabar de una vez por todas con la crítica literaria» | Sobre la crítica literaria como práctica necesaria para que exista la literatura. | [ procedencia 2 ]  |
| «Anglosajones» | Sobre el sentido del humor de los anglosajones, cuya virtud —escasa entre los escritores españoles— radica en que no pretenden ser graciosos. | [ procedencia 3 ]  |
| «Mucho ojo» | Sobre la existencia de escritores prestigiosos que no obstante han escrito obras con errores garrafales. Entre otros ejemplos menciona a Galdós, y extiende el fenómeno a los «jóvenes escritores», usando como ejemplo su propio cuento «Historia de Pablo» perteneciente a su libro El móvil. | [ procedencia 4 ]  |
| Interludio un poco tedioso y hasta superfluo | |                    |
| «Sobre los inconvenientes de escribir en libertad» | Sobre la ausencia de excusas para escribir mal en los escritores españoles de la generación posfranquista, quienes son privilegiados por no tener su escritura atada a una política, poética ni ambiente intelectual específicos, como debían tenerla los escritores en dictadura. | [ procedencia 5 ]  |
| Escritores en dos lenguas | |                    |
| «Todo(s) (los) Borges» | Sobre todos los Borges, que en el fondo son el mismo: a partir del Borges lector, están el cuentista autor de ficciones, el filósofo y el teólogo, el poeta, entre muchos otros. | [ procedencia 6 ]  |
| «Bioy Casares: Las estrategias de la felicidad» | Sobre Bioy Casares, escritor precoz que de libritos lacrimógenos que ambicionaban sin lograrlo ser vanguardistas, comenzó a colaborar con Borges, y desde allí ascendió a los relatos perfectos, primero herméticos y luego más humanos; todo ello buscando normalmente un retrato de la felicidad, en un logro que acaba de serle reconocido con el Premio Cervantes. | [ procedencia 7 ]  |
| «La pureza del mal» | Sobre el «insólito» poeta maldito José María Fonollosa, caracterizado por una escritura violenta, cruda, nihilista, pesimista, devastadora, categórica. | [ procedencia 8 ]  |
| «El mundo de Paul Auster» | Sobre Paul Auster, un destacado narrador de historias estadounidense muy leído en España, y el libro Dossier Paul Auster de Gérard de Cortanze, el primero sobre el autor publicado en castellano. | [ procedencia 9 ]  |
| «John Irving por John Irving» | Sobre el destacado novelista John Irving, fanático de Charles Dickens, y sobre su libro misceláneo La novia imaginaria, de relatos autobiográficos, narraciones y ensayos. | [ procedencia 10 ] |
| Una buena temporada (a modo de epílogo) | |                    |
| Sobre si tiene sentido que los novelistas escriban crítica literaria, como es tan aceptado por los novelistas anglosajones o por los poetas cuando escriben de poesía, ese género mucho más antiguo que el género «snob» de la novela. Cercas defiende la subjetividad de la crítica, argumentando que ninguna lectura puede ser del todo objetiva. Por lo demás, opina, pese a ser géneros distintos, como literatura tanto las novelas como la crítica literaria comparten grandes semejanzas, pudiendo ser para el novelista muy beneficioso escribir en ambos géneros. | Sobre si tiene sentido que los novelistas escriban crítica literaria, como es tan aceptado por los novelistas anglosajones o por los poetas cuando escriben de poesía, ese género mucho más antiguo que el género «snob» de la novela. Cercas defiende la subjetividad de la crítica, argumentando que ninguna lectura puede ser del todo objetiva. Por lo demás, opina, pese a ser géneros distintos, como literatura tanto las novelas como la crítica literaria comparten grandes semejanzas, pudiendo ser para el novelista muy beneficioso escribir en ambos géneros. | [ procedencia 11 ] |

### Procedencias
1. ↑  Diari de Barcelona, 23 de julio de 1989.
2. ↑  Diari de Barcelona, 10 de septiembre de 1989.
3. ↑  Diari de Barcelona, 15 de octubre de 1989.
4. ↑  Diari de Barcelona, 12 de noviembre de 1989.
5. ↑  Primera versión leída en un encuentro de escritores celebrado en Villanueva y Geltrú el 12 y 13 de julio de 1997. Versión definitiva leída en otro encuentro de escritores celebrado en la Universidad Autónoma de Barcelona el 30 y 31 de octubre de 1997.
6. ↑  Diari de Barcelona, 13 de enero de 1990.
7. ↑  El Observador, 24 de noviembre de 1990.
8. ↑  Quimera, abril de 1997.
9. ↑  Quimera, marzo de 1997.
10. ↑  Quimera, febrero de 1998.
11. ↑  Diari de Barcelona, 26 de mayo de 1990.